# Cassandra Tate
Cassandra Tate (ur. 11 września 1990) – amerykańska lekkoatletka specjalizująca się w biegach sprinterskich i płotkarskich.
W 2012 sięgnęła po złoto w biegu na 400 metrów przez płotki i w sztafecie 4 × 400 metrów podczas młodzieżowych mistrzostw NACAC. W 2014 weszła w skład amerykańskiej sztafety, która zdobyła złoty medal halowych mistrzostw świata w Sopocie. W 2015 zdobyła brązowy medal na mistrzostwach świata w Pekinie w biegu na 400 metrów przez płotki. Dwa lata później w Londynie podczas kolejnej edycji czempionatu na tym samym dystansie zajęła siódme miejsce.
Złota medalistka mistrzostw NCAA.

## Osiągnięcia
| Rok  | Impreza                       | Miejsce  | Konkurencja                     | Lokata     | Wynik   |
| ---- | ----------------------------- | -------- | ------------------------------- | ---------- | ------- |
| 2012 | Młodzieżowe mistrzostwa NACAC | Irapuato | bieg na 400 metrów przez płotki | 1. miejsce | 55,62   |
| 2012 | Młodzieżowe mistrzostwa NACAC | Irapuato | sztafeta 4 × 400 metrów         | 1. miejsce | 3:28,64 |
| 2014 | Halowe mistrzostwa świata     | Sopot    | sztafeta 4 × 400 metrów         | 1. miejsce | 3:24,83 |
| 2015 | Mistrzostwa świata            | Pekin    | bieg na 400 metrów przez płotki | 3. miejsce | 54,02   |
| 2017 | Mistrzostwa świata            | Londyn   | bieg na 400 metrów przez płotki | 7. miejsce | 55,43   |

## Rekordy życiowe
- Bieg na 400 metrów (stadion) – 52,51 (2015)
- Bieg na 400 metrów (hala) – 52,40 (2014)
- Bieg na 400 metrów przez płotki – 54,01 (2015)